# Conizonia guerinii
Conizonia guerinii är en skalbaggsart som först beskrevs av Brême 1840.  Conizonia guerinii ingår i släktet Conizonia och familjen långhorningar. Inga underarter finns listade i Catalogue of Life.